# Encrage (maison d'édition)
Pour les articles homonymes, voir Encrage.
 (septembre 2024).
Si vous disposez d'ouvrages ou d'articles de référence ou si vous connaissez des sites web de qualité traitant du thème abordé ici, merci de compléter l'article en donnant les références utiles à sa vérifiabilité et en les liant à la section « Notes et références ».
Encrage édition est une maison d'édition spécialisée dans les littératures de l'imaginaire (science-fiction, fantasy, fantastique, polar, etc.).
Elle est l'émanation d'une revue du même nom (Fanzine).

## Liste de publications

### Collection «Portraits»
- 01 : Gino Starace, illustrateur de Fantômas de Alfu
- 02 : H. P. Lovecraft le conteur des ténèbres de Frank Belknap Long
- 03 : Fredric Brown le rêveur lunatique  de Stéphane Bourgoin
- 04 : Sous le masque de Léo Malet : Nestor Burma de Francis Lacassin

### Collection «Travaux»
- 04 : Pulp Jungle : mémoires d'un auteur de polars américain par Frank Gruber
- 07 : Clefs pour Lovecraft par S. T. Joshi
- 09 : Dossier Columbo par Mark Dawidziak (1991)
- 13 : Les Années Série noire vol.1 (1945-1959) par Claude Mesplède (1992)
- 17 : Les Années Série noire vol.2 (1959-1966) par Claude Mesplède (1993)
- 22 : Les Années Série noire vol.3 (1966-1972) par Claude Mesplède (1994)
- 23 : Dossier West par Susan Kesler (1994)
- 25 : Les Années Série noire vol.4 (1972-1982) par Claude Mesplède (1995)
- 27 : Le Cimetière des éléphants par Francis Lacassin
- 28 : Guide complet de Sherlock Holmes par Michael Hardwick
- 31 : John Dickson Carr, scribe du miracle : inventaire d'une œuvre par Roland Lacourbe
- 33 : Dictionnaire des voyages extraordinaires de Jules Verne, vol. 1,  par Claude Lengrand
- 36 : Les Années Série noire vol.5 (1982-1995) par Claude Mesplède (2000)
- 37 : Paris chez Simenon, vol. 1, par Michel Lemoine
- 42 : Western, France : la place de l'Ouest dans l'imaginaire français par Paul Bleton
- 44 : Le Monde d'Arsène Lupin par Jacques Derouard
- 45 : Leçons de ténèbres de Alain Demouzon
- L'Année de la fiction (12 volumes) par Jean-Claude Alizet
- Tolkien. Le Chant du Monde par Charles Ridoux (2004)

### Collection «Pulps»
(dirigée par Stéphane Bourgoin)
- 01 : Le Nain assassiné (1986) avec Fredric Brown, Harry Whittington...
- 02 : La Nurserie de l'épouvante (1987) avec William Irish, H. P. Lovecraft, Francis James, Robert Bloch...
- 03 : La Présence monstrueuse (1987) avec Robert Bloch, Edmond Hamilton, Frank Belknap Long, Henry Kuttner, Ray Bradbury...
- 04 : L'Île cannibale (1987) avec Robert Bloch, Edmond Hamilton, Carl Jacobi, Ray Bradbury...
- 05 : Le Mort ricanant (1988) avec William Irish, Fredric Brown, Frank Gruber, David Goodis...
- 06 : Le Piano satanique (1988) avec Carl Jacobi, Fritz Leiber, Robert Bloch, Ray Bradbury, H. P. Lovecraft...
- 07 : Le Sang des damnées  (1989) avec David Goodis, Horace McCoy, Steve Fisher...

### Collection «Références»
- 01 : Gaston Leroux par Alfu
- 02 : Jules Verne par Daniel Compère
- 03 : Le Masque. Histoire d'une collection par Anne Martinetti
- 04 : Raymond Chandler par Jean-Paul Schweighaeuser
- 05 : Dashiell Hammett par Natalie Beunat
- 11 : Stephen King, parcours d'une œuvre par Laurent Bourdier
- 18 : Jorge Luis Borges par Jean-François Gérault
- 19 :  Agatha Christie, parcours d'une œuvre par Brigitte Aufort
- 20 : Stanislas-André Steeman, aux limites de la fiction policière par Arnaud Huftier

### Collection «Effrois»
- 01 : Les Spectres pirates (1988) de William Hope Hodgson
- 02 : Psychose 13 (1990) de Robert Bloch
- 03 : Le Pouvoir des marionnettes (1992) de Fritz Leiber
- 04 : La Suprême trahison (1993) de EWERS Hanns Heinz